# Howth Head
Howth Head (en irlandais : Ceann Bhinn Éadair) est une péninsule du nord de la baie de Dublin, en Irlande.
Sutton se trouve à l'isthme tandis que Howth et son port se trouve sur la partie nord. Le phare de Howth signale son entrée.
Le phare de Baily est lui sur la partie sud.